# Kościół świętych Akwili i Pryski w Rzymie
Kościół świętych Akwili i Pryski w Rzymie (wł. Chiesa dei Santi Aquila e Priscilla) – rzymskokatolicki kościół tytularny w Rzymie.
Świątynia ta jest kościołem parafialnym oraz kościołem tytularnym.

## Lokalizacja
Kościół znajduje się w XI dzielnicy Rzymu – Portuense (Q XI) przy Via Pietro Blaserna 113.

## Patroni
Patronami świątyni są święci Akwila i Pryska – para małżeńska wymieniana w Nowym Testamencie, przyjaźniąca się ze św. Pawłem z Tarsu.

## Historia
Parafia świętych Akwili i Pryski została ustanowiona 5 listopada 1971 roku. Autorem projektu kościoła był Ignazio Brecchia Fratadocchi. Budowę świątyni ukończono w 1992 roku. Kościół został konsekrowany 15 listopada 1992 roku przez Jana Pawła II.

## Kardynałowie prezbiterzy
Kościół świętych Akwili i Pryski jest jednym z kościołów tytularnych nadawanych kardynałom-prezbiterom (Titulus Santi Aquila e Priscilla). Tytuł ten został ustanowiony przez Jana Pawła II 26 listopada 1994 roku
- Jaime Ortega (1994-2019)
- Juan García Rodríguez (2019-nadal)